# William Cairns
William Cairns (ur. 1828 w hrabstwie Down, zm. 9 lipca 1888 w Londynie) – brytyjski administrator kolonialny, pełniący wysokie funkcje w koloniach w Azji Południowej, na Karaibach, w Ameryce Środkowej i w Australii. Współcześnie pamiętany przede wszystkim ze względu na największe miasto północnej Australii, Cairns, nazwane od jego nazwiska. 

## Życiorys

### Kariera kolonialna
Pochodził z rodziny posiadaczy ziemskich z Irlandii. W młodości borykał się ze słabym zdrowiem, zaś lekarze doradzili mu, by wyjechał w strefę cieplejszego klimatu, który miał być dla niego korzystniejszy. W 1852 znalazł się na Cejlonie, gdzie dołączył do miejscowej służby kolonialnej. W ciągu dwunastu lat pracy doszedł do stanowiska szefa cejlońskiej poczty, które objął w 1864 i pełnił przez trzy kolejne lata. W 1867 został gubernatorem porucznikiem Malakki, a rok później objął analogiczne stanowisko na Saint Kitts. W 1870 został szefem administracji Hondurasu Brytyjskiego. W marcu 1874 został gubernatorem Trynidadu, jednak po kilku tygodniach podał się do dymisji, motywując to względami zdrowotnymi. 
Pomimo tych kłopotów w 1875 został gubernatorem najcieplejszej z kolonii australijskich, Queenslandu. Dał się tam poznać jako osoba zaangażowana w kwestie humanitarne, m.in. sposób traktowania Aborygenów i więźniów, ostro potępiał brutalność kolonialnej policji wobec tych grup. W czasie jego kadencji założone miasto Cairns, nazwane na jego cześć. W 1877 został przeniesiony na urząd gubernatora Australii Południowej, ponownie ze względów zdrowotnych. Zrezygnował jednak z tego stanowiska nim nawet zdążył formalnie je objąć. 

### Emerytura i śmierć
Po powrocie do Anglii przeszedł na emeryturę, na której przeżył jeszcze jedenaście lat. Zmarł w londyńskim szpitalu w lipcu 1888, w wieku ok. 60 lat. W akcie zgonu jako jego przyczynę podano bardzo przewlekłe, trwające kilka lat, zapalenie oskrzeli. 

## Odznaczenia
Cairns dwukrotnie otrzymał Order św. Michała i św. Jerzego. Najpierw, w 1874, został jego Kawalerem, zaś w 1887 został awansowany do rangi Rycerza Komandora Orderu, co pozwoliło mu w ostatnich miesiącach życia dopisywać przed nazwiskiem tytuł Sir. 